# Hagserydssjön
Hagserydssjön är en sjö i Vetlanda kommun i Småland och ingår i Emåns huvudavrinningsområde. Sjön är 10 meter djup, har en yta på 0,387 kvadratkilometer och är belägen 179,3 meter över havet. Vid provfiske har bland annat abborre, braxen, gädda och mört fångats i sjön.

## Delavrinningsområde
Hagserydssjön ingår i det delavrinningsområde (634807-147878) som SMHI kallar för Utloppet av Stora Granesjön. Avrinningsområdets medelhöjd är 192 meter över havet och ytan är 27,32 kvadratkilometer. Räknas de 9 delavrinningsområdena uppströms in blir den ackumulerade arean 159,73 kvadratkilometer. Gårdvedaån som avvattnar avrinningsområdet har biflödesordning 2, vilket innebär att vattnet flödar genom totalt 2 vattendrag innan det når havet efter 129 kilometer. Delavrinningsområdet består mestadels av skog (82 procent). Avrinningsområdet har 0,95 kvadratkilometer vattenytor vilket ger det en sjöprocent på 3,5 procent.

## Fisk
Vid provfiske har följande fisk fångats i sjön:
- Abborre
- Braxen
- Gädda
- Mört
- Sarv